# Còlit variable
El còlit variable (Oenanthe picata) és una espècie d'ocell de la família dels muscicàpids (Muscicapidae) pròpia del pròxim orient. Es troba a l'Afganistan, l'Índia, l'Iran, Kazakhstan, Líban, Nepal, Oman, el Pakistan, Rússia, Tadjikistan, Turkmenistan, Emirats Àrabs Units i l'Uzbekistan. Habita els deserts, roquissars i pastures. El seu estat de conservació es considera de risc mínim.